# Romana Jordan Cizelj
Romana Jordan Cizelj (n. 8 ianuarie 1966, Celje, Comuna urbană Celje, Slovenia) este un om politic sloven, membru al Parlamentului European în perioada 2004-2009 din partea Sloveniei.
1. ↑  Leon Cizelj (born January 1, 1964), Slovene nuclear engineer | World Biographical Encyclopedia (în engleză), Prabook, accesat în 20 aprilie 2020
2. ↑  CONOR.SI[*] Verificați valoarea |titlelink= (ajutor)
3. ↑  Deputații în Parlamentul European